# 乔治·P·科斯马图斯
喬治·潘·柯斯麥托斯（英語：George Pan Cosmatos，1941年1月4日—2005年4月19日）是一名希臘和義大利男導演。兒子帕诺斯·科斯马图斯也是名導演。

## 生平
希腊导演乔治·P·科斯马图斯，1941年1月4日生于意大利佛罗伦萨，2005年4月19日因肺癌逝世于加拿大维多利亚。
科斯马图斯早年在伦敦求学，毕业后曾担任奥托·普雷明格的巨作《出埃及记》（Exodus, 1960）的助理导演，将这部莱昂·尤瑞斯描绘以色列诞生的史诗搬上银幕。接着科斯马图斯参与了《希腊人佐巴》（Zorba the Greek, 1964）的拍摄，他自己也在其中出演了一个脸上长粉刺的年轻人角色。
科斯马图斯在埃及和塞浦路斯长大，据说他可以说六种语言。
70年代，科斯马图斯导演了由马塞洛·马斯楚安尼主演的《屠杀令》（Rappresaglia, 1973）和由索菲亚·罗兰主演的《卡桑德拉大桥》（Cassandra Crossing, 1976）这两部电影，他在意大利名声鹊起。1979年，科斯马图斯制作导演了二战题材的动作片《逃往雅典娜》，这部电影集合了包括罗杰·摩尔，大卫·尼温，特利·萨瓦拉斯，埃利奥特·古尔德和歌迪亚·卡汀娜在内的全明星阵容，影片也大获成功。
科斯马图斯来到好莱坞之后并不成功，1985年，他因为《第一滴血2》（1985年）而被提名金酸莓奖最差导演，他和史泰龙合作的另一部电影《眼镜蛇》（1986年）也恶评如潮，但票房成功。
1993年，科斯马图斯导演的《絕命終結者》（Tombstone, 1993）获得了评论界的一致认可，这部电影取材于美国枪手“医生”霍利德和怀亚特·厄普的传奇故事，特别是方·基墨对霍利德的诠释大获好评，为他个人带来了MTV电影奖最佳男主角的提名。
2005年4月19日，科斯马图斯因肺癌病逝，享壽64岁。

## 作品
- 《血洒杜鹃红（英语：Sin (1971 film)）》（1971）
- 《屠殺令（英语：Massacre in Rome）》（1973）
- 《卡桑德拉大桥》（1976）
- 《逃往雅典娜（英语：Escape to Athena）》（1979）
- 《人鼠之戰（英语：Of Unknown Origin）》（1983）
- 《第一滴血2》（1985）
- 《眼鏡蛇》（1986）
- 《烈血海底城》（1989）
- 《絕命終結者（英语：Tombstone (film)）》（1993）
- 《火線驚爆點（英语：Shadow Conspiracy）》（1997）